# Talendi
Talendi, anciennement Bretagne Ateliers est une association française crée en 1975. Talendi est spécialisée dans l'insertion des personnes en situation de handicap par l'activité industrielle. Talendi compte 550 salariés dont 70% de personnes en situation de handicap. Son siège social est situé à Noyal-Châtillon-sur-Seiche en Ille-et-Vilaine (35).

## Historique
Bretagne Ateliers a été créé par Jean-Michel Quéguiner en 1975. C'est une des premières structures à recevoir le statut d'entreprise adaptée. Daniel Lafranche rejoint l'association en 1998. Il en prend la direction en 2004. Bretagne Ateliers devient Talendi en 2022. Après le décès de Daniel Lafranche en juin 2024, la direction est confiée à Damien Quillet.

## Activité
Talendi réalise des prestations de sous-traitance industrielle, par exemple l'assemblage de sous-ensembles pour l'industrie automobile. Talendi compte Stellantis parmi ses clients et en particulier le site de La Janais, à côté de Rennes. Talendi s'est diversifié est propose également des services de câblage par exemple pour l'assemblage de panneaux solaires, en particulier pour Sunology.
Talendi est une ETI (Entreprise de Taille Intermédiaire). L'association regroupe une entreprise adaptée industrielle, deux établissements de service et d'accompagnement par le travail (ESAT) et un organisme de formation. En 2023 Talendi a réalisé un chiffre d'affaires de 15 millions d'euros.
Depuis 25 ans Talendi utilise un système de management participatif élaboré par Jean-Michel Quéguiner qui l'a intitulé CRISTAL : Convivialité, Rigueur, Implication, Simplification, Tous ensemble, Amélioration, Longévité.

## Reconnaissance
Les activités de Talendi sont financées par ses partenaires et reconnues par plusieurs labels et certifications. Talendi est certifiée selon la norme qualité ISO 9001. Elle est évaluée au niveau "exemplaire", selon la norme RSE ISO 26000. Depuis 2018, Talendi est labelisée Vitrine des Industries du Futur. En 2019 Talendi a reçu un trophée "lumière" qui récompense les acteurs innovants en matière d'inclusion de travailleurs handicapés.